# حمله پتسامو–کیرکنس
حمله پتسامو-کیرکنس (انگلیسی: Petsamo–Kirkenes offensive) یک حمله نظامی بزرگ در طول جنگ جهانی دوم بود که توسط ارتش سرخ علیه ورماخت در سال ۱۹۴۴ در منطقه پتسامو (بخش پچنگسکی) انجام شد که فنلاند مطابق با آتش‌بس مسکو به اتحاد جماهیر شوروی و نروژ واگذار شد.